# Pavel Hak
Pour les articles homonymes, voir Hak.
Pavel Hak, né en 1962 à Tábor, est un écrivain français d'origine tchèque.

## Biographie
Pavel Hak est né en 1962 à Tábor, dans le sud de la Bohème. Il grandit dans un milieu où l'art et la culture sont absents. À quinze ans il est apprenti dans l’usine Tesla Strašnice de Prague. Trois ans plus tard, il entre dans un lycée technique où il obtient son bac. Il lit beaucoup et il commence à écrire. Après avoir travaillé pendant un an comme veilleur de nuit, il est admis en 1984 à la faculté de journalisme de l’Université Charles de Prague. Il en est exclu à la fin du premier semestre pour des raisons politiques. Il reprend un travail de veilleur de nuit en banlieue de Prague.
En 1985, il décide de quitter la Tchécoslovaquie. Il traverse clandestinement la frontière entre la Yougoslavie et l’Italie, où il obtient l’asile politique. En 1986, il s’installe à Paris. Désireux de compléter sa formation intellectuelle, il reprend des études universitaires, tout en travaillant de nouveau comme veilleur de nuit. En 1991, il obtient une licence de philosophie à Paris IV Sorbonne. Il choisit alors d’arrêter ses études pour se consacrer à l’écriture, vit de petits boulots. En 2001, il publie son premier livre, Safari, écrit directement en français. En 2006, il obtient le prix Wepler pour son troisième roman Trans. Il acquiert la nationalité française en 2008. Ses romans sont traduits en plusieurs langues.

## Œuvres
Le premier roman de Pavel Hak, Safari (mai 2001), raconte l’exploration sauvage d’un continent mythique, l’Afrique, par George Boss, jeune homme riche et sûr de sa supériorité. Les protagonistes de cette expédition de chasse mouvementée, parabole de la dépersonnalisation et de la perdition humaine, s’enfoncent dans un univers de violence guerrière et sexuelle. Le roman, qualifié par son propre éditeur de « barbare », est remarqué par la critique.
Le deuxième roman, Sniper est publié en 2002. Quatre trames narratives (celle d’un groupe de fuyards, celle d’un groupe de femmes interrogées par les militaires, celle d’un homme qui retourne dans son village pour y déterrer les morts, et celle d’un tireur embusqué) s’entrecroisent dans ce roman qui décrit les horreurs de la guerre. Il bénéficie d'emblée d'un accueil critique très favorable. Selon Michel Abescat, il s'agit de “quatre-vingt-dix pages éblouissantes de fureur et de férocité, parmi les plus fortes qu'on ait jamais lues. Un diamant impeccablement taillé, démonstration à couper le souffle de la puissance de la fiction". D'après Christine Ferrand, Sniper “sonde la frontière mystérieuse qui sépare l'humain de l'inhumain”. L'écrivain Philippe Sollers affirme que “Sniper est un livre terrible, le mal vu et pensé de l'intérieur”. Et Bertrand Leclair écrit que “Sniper touche au cœur même de notre rapport contemporain à l'horreur”.
Dans Lutte à mort, texte de théâtre publié en 2004, Pavel Hak aborde le thème de l'immigration clandestin tout en poursuivant son investigation, comme le dit la quatrième de couverture, sur les violences du monde actuel, les mécanismes de domination, les tortures physiques et morales infligées aux individus. Le personnage principal est une jeune fille qui fuit son pays en guerre, se fait intercepter à la frontière par un groupe de soldats, se retrouve dans un centre de rétention, passe par le bureau d’immigration, devient marchandise et objet de prostitution, participe au braquage d’une banque. La critique littéraire apprécie ce texte en y voyant entre autres “une mise en œuvre radicale d'une exploration de la violence”.
En 2006, Pavel Hak publie Trans, présenté par son éditeur comme « une fresque époustouflante sur les nouvelles réalités du monde actuel ou à venir, avec ses tyrannies ultra-sécuritaires, ses flux migratoires, ses clandestins, son exploitation des corps, ses trafics, ses corruptions, ses épidémies, ses virus ». Pour Nelly Kaprièlian, avec Trans, Pavel Hak « prolonge son œuvre profondément violente, hors norme et dérangeante » et signe une œuvre parmi « les plus ambitieuses et courageuses du moment ». Dans le journal Le Monde, Franck Nouchi parle « d’un roman à très haute tension. Haletant, violent, insoutenable parfois ; une sorte d'allégorie de la violence, de toutes les violences du monde », « Réaliste et visionnaire à la fois », et d'une « une écriture de la sensation et de l'image qui n'a guère d'équivalent dans la littérature contemporaine ». Et le critique littéraire Pierre Hild affirme que « Pavel Hak développe un texte d'une tension rare, au style sec, au rythme diaboliquement travaillé ». Le roman Trans obtient le prix Wepler 2006.
Le quatrième roman de Pavel Hak, Warax, est publié en août 2009. Il est composé de quatre histoires aux multiples résonances thématiques, qui s’entrecroisent à tour de rôle. Le roman s’ouvre au cœur névralgique d’une mégapole occidentale sur un patron d'une grande industrie d'armement, Ed Ted Warax, qui réfléchit sur les avatars de la guerre moderne. Parallèlement, dans un désert, un groupe d'immigrés clandestins avance vers la frontière protégée par un mur. Puis, au sein d'une élite politico-médiatique, un jeune homme tente de sauver sa carrière. Enfin, dans un paysage détruit par un cataclysme, un humain nommé FD 21 lutte pour survivre. Les critiques évoquent « un texte étouffant et compact », « une tragédie annoncée d'une mondialisation déraisonnable », « une œuvre d’anticipation » et « une fiction post-apocalyptique sans concession », et « un livre en forme de poing américain, froid et dur, qui laisse comme un arrière-goût de terre brûlée ».
Dans le roman Vomito negro, publié en 2011, l’histoire débute dans une île quelque part dans les Caraïbes. Les protagonistes principaux sont un frère et une sœur, descendants d'esclaves venus de l’autre côté de l’océan. La quatrième de couverture dit : « Avec ce nouveau roman, Pavel Hak poursuit son exploration des conséquences ultimes du capitalisme contemporain, celles de la prédation sans limites, de la marchandisation des corps et d’une déshumanisation à laquelle ses personnages répondent par une effrayante volonté de vivre. Cette urgence passe tout entière dans la phrase, dont la vitesse fait de ce roman une course hallucinée, qui a les fulgurances d’un poème ». La critique parle d’une « vision hallucinée d'un univers ravagé par la prédation », « d’un passage en apnée » qui parvient à « l'effraction poétique », d’un « roman à l'esthétique radicale », « d’une écriture de combat », et d’une « réussite terrible ». Cette œuvre s'est vu décerner le Prix littéraire des jeunes Européens pour l'édition 2013.
Dans Autobiographie, publié en 2024, l’auteur « s'est largement étendu dans le temps et l'espace », en abordant l’histoire mouvementée du 20e siècle. Des souvenirs d’enfance et l’histoire de la famille du narrateur, frappée d’abord par la violence nazie, puis par la répression communiste, se chevauchent avec la grande Histoire, ainsi qu’avec les destins, parfois rocambolesques, de personnages fictifs évoluant dans les désordres de l’époque contemporaine. Alternant mémoire personnelle, événements historiques et fiction, Autobiographie est une grande fresque romanesque « dont la puissance narrative, l’imagination, l’intensité du rythme et les intrigues captivantes sont portées par une vision du monde décapante ». Sur ce roman, on peut lire l’interview à l’auteur publiée dans Diacritik.

## L’univers littéraire de Pavel Hak
(ti)
La tension entre la réalité et la fiction, portée par une invention stylistique en résonance avec le monde contemporain, sous-tend l’œuvre littéraire de Pavel Hak. Il ne s’agit pas seulement de refléter ou de scanner la réalité mais, par un travail d’écriture et un travail sur la forme romanesque, de transformer la perception du monde, pris en compte dans sa totalité (avec ses guerres, ses mutations, ses avancées technologiques, ses puissances politico-financières), en une œuvre littéraire capable d’évoquer, dans les situations qu’elle invente et les personnages qu’elle crée, les principaux traits de notre époque. Si, dans ses textes, Pavel Hak propulse souvent sur la scène romanesque des personnages d’immigrés, d’exclus et de marginaux sans droits, victimes de tout type d’exploitation et d’oppression, ses romans sont également peuplés d’hommes d’affaires, de banquiers et de personnages appartenant aux élites politico-médiatiques (comme si la richesse et la pauvreté étaient inexorablement liées). Dans ses diverses formes, ses textes questionnent les zones obscures entre l’humain et l’inhumain, la cruauté, la déshumanisation, la bestialité qui se tapit au fond de tout être humain, le sexe et la torture, les dérives du pouvoir et le rôle de l’argent, les nouvelles formes de domination.

## Publications
- Safari (roman), Tristram, 2001  (ISBN 2907681338)
- Sniper (roman), Tristram, 2002  (ISBN 2907681354)
- Lutte à mort (théâtre), Tristram, 2004  (ISBN 2907681400)
- Trans (roman), Seuil, 2006  (ISBN 2020842521)
- Warax (roman), Seuil, 2009  (ISBN 9782020997157)[23]
- Vomito negro (roman), Verdier, 2011  (ISBN 9782864326557)
- Autobiographie (roman), KC éditions, 2024  (ISBN 9782959240102)